# Dąbrówka Kobułcka
Dąbrówka Kobułcka (deutsch Dombrowken) ist eine inoffizielle Ortsstelle in der polnischen Woiwodschaft Ermland-Masuren innerhalb der Stadt- und Landgemeinde Biskupiec im Powiat Olsztyński (Kreis Allenstein).

## Geographische Lage
Dąbrówka Kobułcka liegt in der Mitte der Woiwodschaft Ermland-Masuren, 31 Kilometer nördlich der früheren Kreisstadt Ortelsburg (polnisch Szczytno) bzw. 39 Kilometer nordöstlich der heutigen Kreismetropole Olsztyn (deutsch Allenstein).

## Geschichte
Das Gut Dombrowken gehörte im Anfang des 19. Jahrhunderts zu einem Güterkomplex, den der spätere Landrat des Kreises Ortelsburg erwarb. Die Besitzer wechselten danach öfter. Anfang der 1930er Jahre wurde das Gut Dombrowken für Siedlungszwecke aufgeteilt und an vier Siedler verkauft.
Im Jahr 1874 wurde der Gutsbezirk Dombrowken in den neu errichteten Amtsbezirk Kobulten (polnisch Kobułty) im ostpreußischen Kreis Ortelsburg eingegliedert. 101 Einwohner waren im Jahre 1910 in Dombrowken registriert.
Am 15. Juni 1898 wurde Dombrowken Bahnstation an der neu eröffneten Eisenbahnstrecke von Königsberg (Preußen) (heute russisch Kaliningrad) über Zinten (russisch Kornewo) nach Rudczanny (1938 bis 1945 Niedersee).
Aufgrund der Bestimmungen des Versailler Vertrags stimmte die Bevölkerung in den Volksabstimmungen in Ost- und Westpreussen am 11. Juli 1920 über die weitere staatliche Zugehörigkeit zu Ostpreußen (und damit zu Deutschland) oder den Anschluss an Polen ab. In Dombrowken stimmten 40 Einwohner für den Verbleib bei Ostpreußen, auf Polen entfielen keine Stimmen.
Am 30. September 1928 endete die Eigenständigkeit Dombrowkens, als nämlich das Dorf nach Groß Borken (polnisch Borki Wielkie) eingemeindet wurde.
In Kriegsfolge kam Dombrowken 1945 mit dem gesamten südlichen Ostpreußen zu Polen und erhielt die polnische Namensform „Dąbrówka Kobułcka“. Heute gibt es den Ort nicht mehr und scheint im Laufe der Zeit wohl in Borki Wielkie (Groß Borken) aufgegangen zu sein. Nicht so aber die Bahnstation. Sie wurde unter der polnischen Bezeichnung „Dąbrówka Kobułcka“ der Bahnstrecke Czerwonka–Ełk (deutsch Rothfließ–Lyck) zugeordnet. Diese allerdings wird seit 2010 nicht mehr befahren. An die Bahnstation erinnert jetzt nur noch eine zugewachsene Bahnsteigkante.

## Kirche
Bis 1945 war Dombrowken in die evangelische Kirche Kobulten (polnisch Kobułty) in der Kirchenprovinz Ostpreußen der Kirche der Altpreußischen Union sowie in die katholische Kirche Kobulten im damaligen Bistum Ermland eingepfarrt.